# Ère Eihō
L'ère Eihō (en japonais : 永保) est une des ères du Japon (年号, nengō, littéralement « le nom de l'année ») suivant l'ère Jōryaku et précédant l'ère Ōtoku s'étendant du mois de  février 1081 au mois d'avril 1084. L'empereur régnant était Shirakawa-tennō (白河天皇).

## Changement de l'ère
- 22 février 1081 Eihō gannen (永保元年?) :  Le nom de la nouvelle ère est créé pour marquer un événement ou une série d'événements. L'ère précédente se termine là où commence la nouvelle, en Jōryaku 5, le 10e jour du 2e mois de 1081[2].

## Événements de l'ère Eihō
- Eihō gannen (永保元年) ou Eihō 1 (1081):
- 26 mai 1081 (Eihō 1, 15e jour du 4e mois) : Le temple bouddhiste de Mii-dera est incendié par un moine d'une secte rivale du mont Hiei[2].
- 12 juillet 1081 (Eihō 1, 4e jour du 6e mois) : Mii-dera est de nouveau incendié par des moines du mont Hiei[3].
- 1083 (Eihō 3, 10e mois) : Au Hosshō-ji commence la construction d'une pagode de huit étages[4].

| Eihō      | 1e   | 2e   | 3e   | 4e   |
| Grégorien | 1081 | 1082 | 1083 | 1084 |